# 祁之鈐
祁之鈐（？—？），山西高平人，清朝政治人物。他當過睢宁县知縣以及代理邳州知州。
道光二十一年，接替李玫。擔任江蘇宜興縣知縣署。后由謝克一接任。